# Matteo Visconti
Matteo I Visconti (Invorio, 1250. augusztus 15. – Crescenzago, 1322. június 24.) a Visconti-család tagja. 1295-ben Milánó politikai vezetője lett nagybátyja, Ottone Visconti érsek utódaként.

## Pályafutása
Adolf von Nassau már 1294-ben kinevezte császári helytartóvá. Noha az 1302-es della Torre-lázadás miatt Veronába menekült, Itáliában a császári ügy iránti kitartó hűsége kivívta VII. Henrik német-római császár (ur. 1308–1313) háláját, aki 1311-ben visszahelyezte Milánóba, Lombardia császári helytartói posztjára. Azt követően uralma alá vonta Piacenzát, Tortonát, Paviát, Bergamót, Vercellit, Cremonát és Alessandriát. Bár tehetséges tábornok volt, inkább a diplomáciára és a vesztegetésre támaszkodott hódításai során, és az óvatos olasz despota mintájának tekintették. Kitartó ghibellin politikája és vitája XXII. János pápával (ur. 1316–1334) a milánói püspökség elfoglalása miatt 1322-ben Bertrand du Pouget pápai legátus kiközösítette. 1322-ben lemondott a trónról fia, I. Galeazzo Visconti javára, és nem sokkal ezután meghalt.

## Gyermekei
Matteo Viscontinak nejével, Bonacossával († 1321. január 13.), Squarcino Borri condottiero leányával a következő gyermekeik voltak:
- I. Galeazzo Visconti (1277–1328)
- Luchino Visconti (1287–1349)
- Stefano Visconti († 1327. július 4.)
- Marco Visconti († meggyilkolták 1329-ben), Alessandria podestàja
- Giovanni Visconti (1290–1354)
- Caterina Visconti 1298 Alboino della Scala († 1311)
- Zaccarino Visconti Franchino Rusca
- Agnese Visconti Cecchino della Scala († 1325)

## Fordítás
- Ez a szócikk részben vagy egészben  a   Matteo I. Visconti című német Wikipédia-szócikk ezen változatának fordításán alapul.  Az eredeti cikk szerkesztőit annak laptörténete sorolja fel. Ez a jelzés csupán a megfogalmazás eredetét és a szerzői jogokat jelzi, nem szolgál a cikkben szereplő információk forrásmegjelöléseként.